# Lisandro Magallán
Lisandro Magallán, né le 27 septembre 1993 à La Plata en Argentine, est un footballeur argentin qui évolue au poste de défenseur central au Vélez Sarsfield.

## Biographie

### Gimnasia La Plata
Formé au Gimnasia La Plata, c'est avec ce club qu'il fait ses débuts professionnels en 2010.

### Boca Juniors
En juillet 2012, Lisandro Magallán est recruté par le Boca Juniors. Le 5 octobre 2014, il marque son premier but avec son nouveau club, lors du Superclásico face au grand rival, le CA River Plate. Un match qui se termine sur le score de 1-1.
En 2018, il atteint avec Boca la finale de la Copa Libertadores, finale qu'il perd face au grand club rival de River Plate.

### Ajax Amsterdam
Le 2 janvier 2019, il rejoint l'Europe et s'engage avec le club néerlandais de l'Ajax Amsterdam.

### Deportivo Alavés
Le 2 septembre 2019, Lisandro Magallán est prêté avec option d'achat au Deportivo Alavés. Le 26 septembre 2019 il joue son premier match pour Alavés à l'occasion de la huitième journée de la saison 2019-2020 de Liga face à la Real Sociedad. Il est titulaire en défense centrale ce jour-là et son équipe s'incline sur le score de trois buts à zéro.

### FC Crotone
Le 3 septembre 2020, Lisandro Magallán est à nouveau prêté, cette fois-ci en Italie au FC Crotone, qui vient tout juste d'être promu en Serie A. Il joue son premier match pour Crotone le 20 septembre 2020 lors de la première journée de la saison 2020-2021 de Serie A face au Genoa CFC. Il est titularisé et son équipe s'incline par quatre buts à un.

### RSC Anderlecht
Le 31 août 2021, Lisandro Magallán est prêté par l'Ajax au RSC Anderlecht. Il vient notamment pour compenser l'absence sur blessure de Hannes Delcroix, absent pour de longs mois,.

### Pumas UNAM
Le 1er juillet 2023, Lisandro Magallán rejoint le Mexique afin de s'engager en faveur du Pumas UNAM.

### En équipe nationale
Avec les moins de 20 ans, il dispute en août 2012 une rencontre face aux espoirs allemands (défaite 6-1).
Par la suite, en août 2016, il participe avec la sélection olympique aux Jeux olympiques d'été organisés au Brésil. Lors du tournoi olympique, il ne joue qu'un seul match, face au Portugal (défaite 2-0).

## Palmarès
- Finaliste de la Copa Libertadores en 2018 avec Boca Juniors
- Champion d'Argentine en 2015, 2017 et 2018 avec Boca Juniors